# Saint-Christophe-sur-Dolaison
Saint-Christophe-sur-Dolaison is een gemeente in het Franse departement Haute-Loire (regio Auvergne-Rhône-Alpes). De plaats maakt deel uit van het arrondissement Le Puy-en-Velay. Saint-Christophe-sur-Dolaison telde op 1 januari 2022 937 inwoners.

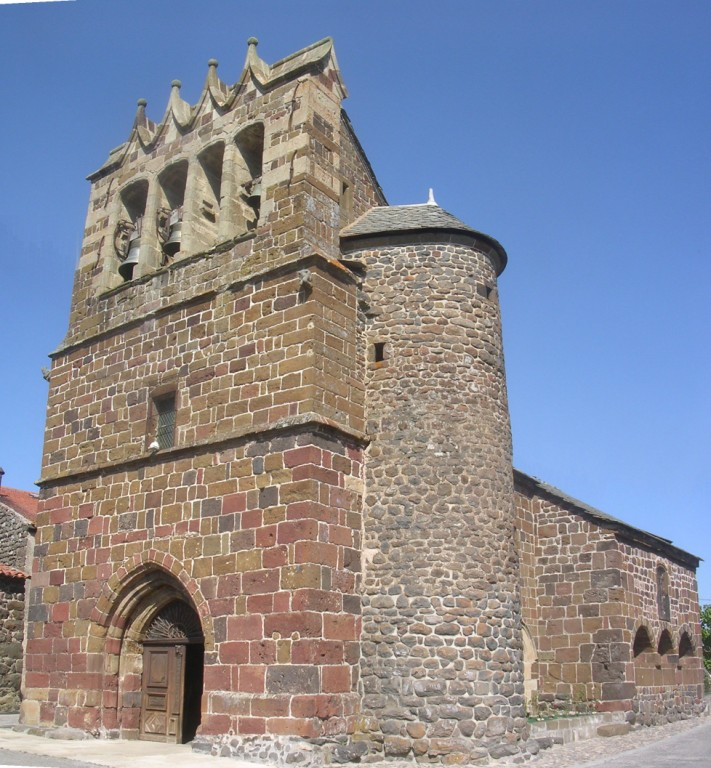
Kerk van Saint-Christophe-sur-Dolaison

## Geografie
De oppervlakte van Saint-Christophe-sur-Dolaison bedroeg op 1 januari 2022 27,34 vierkante kilometer; de bevolkingsdichtheid was toen 34,3 inwoners per km².

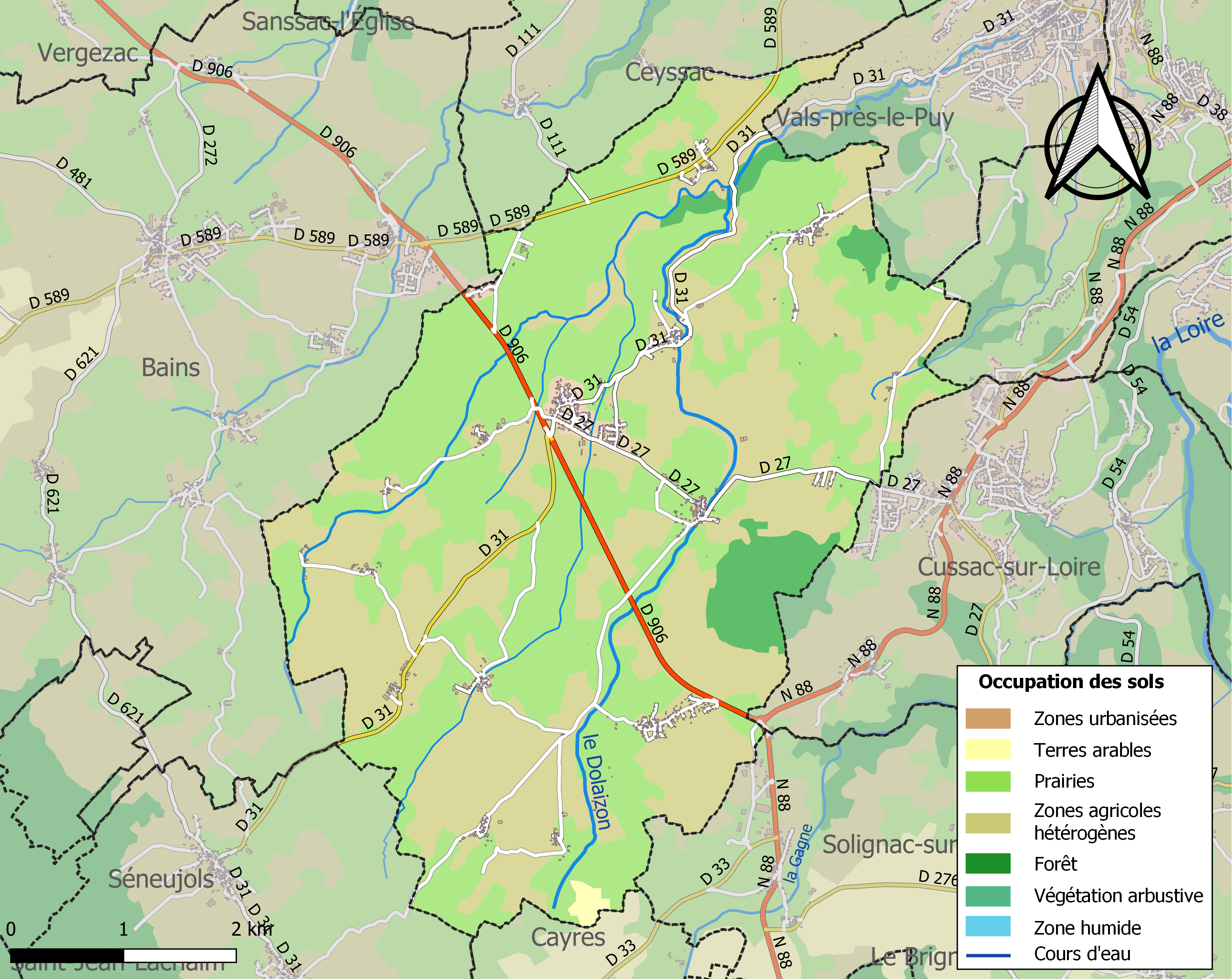
Kaart van de gemeente met de belangrijkste infrastructuur, bodemgebruik en omliggende gemeenten

## Demografie
Onderstaande figuur toont het verloop van het inwonertal (bron: INSEE-tellingen).